# Jrebeng (Dukun)
Jrebeng is een bestuurslaag in het regentschap Gresik van de provincie Oost-Java, Indonesië. Jrebeng telt 1115 inwoners (volkstelling 2010).